# Чон Джисан
Чон Джисан (? — 1135) — корейский поэт периода Корё. Настоящее имя — Чивон. Литературное имя — Намхо.

## Биография
Дата рождения не известна. C раннего возраста показал интеллект и способности к стихосложению. В 1112 году был избран кандидатом к сдаче экзаменов на государственный чин и занял должность придворного управляющего кигджу.
Принимал участие в борьбе за власть и был казнён за поддержку мятежа буддийского монаха Мёчхона (1135—1136), который пытался сделать Пхеньян наследной столицей государства Кэсон. Руководил подавлением мятежа Ким Бусик, известный военачальник, историк и поэт. Согласно рассказу, приписываемому Ли Гюбо, после смерти Чон Джисан стал призраком и отомстил своему палачу Ким Бусику.

## Творчество
Считается одним из 12 лучших поэтов периода Корё. Согласно традиции писал на ханмуне, однако в отличие от более ранних поэтов получил образование не в Китае, а в Корее. Ни один из сборников его произведений до наших дней не дошёл. Отдельные стихи стали известными по сочинениям более поздних авторов.
Основная тема творчества Чон Джисана — единение человека с природой, противопоставление её гармонии и безмятежности суетной жизни людей. Предвосхитил даосские настроения в корейской поэзии, которые заняли одно из центральных мест в творчестве поэтов XII—XIV веков. Почву для расцвета даосско-буддийской поэзии, в частности поэтического течения «Литературы бамбуковых рощ», дало ослабление центральной власти в Корё, вызванное придворными раздорами, крестьянскими восстаниями и иноземными вторжениями в XII веке.
Овладев стилем стихосложения позднего Тан в особенности трансгрессивным стилем, некоторое время был на равных с поэтом Ким Бусиком, но был с ним разного темперамента. Возможно, что Ким Бусик убил Чон Джисана в том числе и по этой причине, поскольку в конфуцианстве поэзия напрямую связана с политикой.
Наиболее известные его произведения: «Тэдонган» («Река Тэдон»), и «Сонгон» («Прощание с другом»).
Река Тэдонган.

Дожди миновали; на долгой дамбе

    травой поросли пески.

Гость уезжает к морю в Нампхо,

    а я напеваю с грустью:

Вовек не иссякнут зелёные струи

    в берегах Тэдонган реки—

Слезами разлуки моей пополняю

    воды, текущие к устью.

    (Перевод В.Тихомирова)